# Hypopyra dulcina
Hypopyra dulcina là một loài bướm đêm trong họ Erebidae.